# Фінансова криза в Білорусі 2011 року
Фінансова криза в Білорусі 2011 року — цілий комплекс негативних явищ в економіці Білорусі на початку 2011 року. Викликаний багаторічним негативним сальдо торгового балансу і застосування елементів адміністративно-командної системи в економіці країни. Додатковими чинниками виступили: загострення ситуації в суспільстві через очікування негативних тенденцій ринку й проявилося ажіотажним попитом на іноземну валюту; а економічно необґрунтоване підвищення заробітної плати перед президентськими виборами 2010 року. Криза проявилася в браку валюти, падінні рентабельності імпорту, зростання цін та падіння купівельної спроможності населення внаслідок девальвації білоруського рубля.